# Palácio de Lahane
Palácio de Lahane (ou Palácio Nobre) é um edifício histórico de Timor-Leste situado na encosta sobranceira à cidade de Díli, a cerca de 2 km do seu centro. O edifício foi construído para servir de residência oficial aos governadores portugueses de Timor, tendo ao longo da sua história sofrido diversas alterações à sua arquitetura original, a última das quais resultado da sua destruição pelas forças indonésias aquando do referendo de 1999 que levou ao termo da ocupação de Timor-Leste pela Indonésia.

## Descrição
Concebido para residência dos governadores de Timor Português, o edifício tem a suas raízes numa casa construída no local em 1860, no tempo do governador Afonso de Castro (1859 a 1861 e de 1862 a 1863). O imóvel original foi substituído em 1933 por uma nova residência, com estilo vagamente de chalet e com influências da art déco colonial, a qual, depois de múltiplas intervenções e restauros, deu origem ao actual edifício.
Durante a ocupação japonesa (1942-1945) o governador português permaneceu com residência fixa no edifício. Após a invasão do território pela Indonésia em 1975, o edifício foi usado para fins cerimoniais como Gedung Negara (Edifício de Estado), tendo sofrido algumas pequenas alterações.
A residência é presentemente composta pelo antigo edifício, de um só piso, com paredes exteriores cor-de-rosa com torres octogonais nas esquinas, e ainda, ligado a este, por um novo corpo integrado na encosta sob o terraço posterior. O edifício foi restaurado depois de ser queimado na onda de violência que se seguiu ao referendo de decidiu a independência de Timor-Leste em 1999. Desse incêndio apenas sobreviveram as paredes exteriores. O restauro foi financiado pelo Município de Lisboa, no contexto da cooperação enquadrada pela UCCLA (União das Cidades Capitais de Língua Portuguesa), mediante projeto do arquiteto João Laplaine Guimarães. 
Na reconstrução foram eliminadas as paredes interiores para criar uma sala de banquetes para ocasiões formais. Integrado na Presidência da República de Timor Leste, o palácio é utilizado para cerimónias solenes e alojamento de visitas oficiais.

## Sede temporária da Presidência da República
Em fevereiro de 2013, o Palácio Presidencial Nicolau Lobato foi contaminado pelas inundações de lama e o Palácio de Lahane serviu como sede temporária do Presidente da República.